# Шахін Асмає
Футбольний клуб «Шахін Асмає» або просто «Шахін Асмає» (англ. Shaheen Asmayee Football Club) — професіональний афганський футбольний клуб з міста Кабула. У вітчизняному футболі клуб виграв рекордні 5 титулів афганської Прем'єр-ліги. Вони є єдиною командою, яка виграла 2 титули поспіль і досягла цього двічі.

## Історія
Клуб заснований у серпні 2012 року шляхом створення афганської Прем'єр-ліги, а його гравці були обрані за допомогою реаліті-шоу під назвою Майдан-Е-Сабз (Зелене поле). Назва клубу відноситься до гори Асмаї в Кабулі. Кожна команда Прем'єр-ліги представляє певний регіон Афганістану. Шахін Асмаї представляє столицю країна, Кабул. Назва клубу походить від назви мовою пушту пагорба поблизу Кабула – Асмаї.
У 2013 році, у другому розіграші афганської Прем'єр-ліги, Шахін Асмає виграв чемпіонат, перемігши (3:1) в екстра-таймі вирішального матчу «Сіморг Альборз». Усі гравці отримали медалі за вихід у фінал та потужну підтримку вболівальників у Кабулі.
У 2014 році «Шахін Асмає» знову виходить у фінал, де перемагає «Окабан Гіндукуш».
У 2015 році команда в черговий раз виходить до фіналу, але поступається «Де Майванду Аталану».
Проте в сезонах 2016-2017 років «Шахін Асмає» двічі поспіль «Де Майванд Аталан».
У 2018 та 2019 роках команда програвала в фіналі «Туфану Харіроду».
У 2020 році «Шахін Асмає» вирає національний чемпіонат, з рахунком 1:0 обігрує в фіналу «Сіморг Альборз».
Єдина афганська команда, яка вигравала чемпіонські титули поспіль, при цьому зробила це двічі. 5-разовий переможець афганської Прем'єр-ліги Рошан, що є рекордною кількістю за вище вказаним показником

### Виступи на континентальних турнірах
| Сезон | Змагання  | Раунд            | Клуб      | Вдома | На виїзді | Загалом |
| ----- | --------- | ---------------- | --------- | ----- | --------- | ------- |
| 2017  | Кубок АФК | Попередній раунд | «Хосилот» | 0–1   | 0–0       | 0–1     |

| Сезон | Змагання                             | Раунд         |
| ----- | ------------------------------------ | ------------- |
| 2017  | Міжнародний клубний кубок Шейх Камал | Груповий етап |

## Досягнення
- Прем'єр-ліга Афганістану
  -  Чемпіон (5): 2013, 2014, 2016, 2017, 2020
  -  Срібний призер (3): 2015, 2018, 2019

## Відомі гравці
- Амредін Шаріфі